# Mononoke (Anime)
Mononoke (jap. モノノ怪) ist eine Anime-Fernsehserie die von Toei Animation produziert wurde. Sie ist ein Spin-off der 2006 ausgestrahlten Horror-Serie Ayakashi und handelt von einem umherziehenden Medizinverkäufer, der auf seinen Reisen immer wieder übernatürlichen Phänomenen begegnet.
2007 und 2008 wurde auch eine Manga-Adaption der Bakeneko-Geschichte als Ayakashi: Samurai Horror Tales von Ninagawa Yaeko im Magazin Young Gangan Comics veröffentlicht.

## Handlung
Mononoke folgt einer umherwandernden, namenlosen Figur, die lediglich als „Medizinverkäufer“ bekannt ist. Die Serie besteht aus einzelnen Kapiteln, in denen der Medizinverkäufer Mononoke begegnet, bekämpft und anschließend vernichtet. Mononoke sind hier widernatürliche Geister, die in der menschlichen Welt zurückgeblieben sind.
Der Medizinverkäufer geht dabei immer in der gleichen Weise vor. Er setzt sein Wissen des Übernatürlichen ein, um die Mononoke abzuwehren, bis er die Form (形, Katachi), Wahrheit (真, Makoto) und Grund
(理, Kotowari) des Mononoke in Erfahrung bringen kann. Nur dann kann er mit Hilfe seines Schwerts den Mononoke
austreiben.

### Zashiki-warashi
- Folgen: 1–2

Während er die Nacht in einem traditionellen Gasthaus verbringt, stößt der Medizinverkäufer auf ein merkwürdiges
Phänomen. Eine schwangere Frau, die verzweifelt nach Schutz im Gasthaus sucht, wird im in einem abgelegenen Raum im obersten Stockwerk untergebracht. Dort wird sie von einem Attentäter angegriffen, der daraufhin auf
mysteriöse und grausame Weise getötet wird. Das Zimmer, in dem die schwangere Shino schläft, wird von einer Gruppe Zashiki Warashi heimgesucht. Als die Zashiki Warashi den Attentäter, beim Versuch Shino umzubringen, aus dem Weg räumen, um sie und ihr ungeborenes Kind zu beschützen, beginnt der Medizinverkäufer mit Nachforschungen zum Ursprung des Mononoke.
Die Wirtin enthüllt, dass das Gasthaus früher ein Bordell war. Die Wirtin zwang die Prostituierten ihre Kinder abzutreiben, um weiter arbeiten zu können. Schließlich ließ sie Shino's Zimmer leer stehen, als Opfer an die ungeborenen Kinder. Der Medizinverkäufer erkennt, dass die Mononoke von Shino durch ihren starken Wunsch geboren zu werden, angezogen werden. Die Zashiki Warashi wollen, dass Shino sie auf die Welt bringt. Shino gibt ihre Einwilligung, zur Bestürzung des Medizinverkäufers, und entfernt den Talisman, der die Mononoke von ihrem Bauch
fernhält. Jedoch akzeptieren die Zashiki Warashi, die Shino's Liebe zu ihrem ungeborenen Kind erkennen, dass sie physisch nur fähig ist ihr eigens Kind auf die Welt zu bringen, und verschwinden.
Am Ende der Folge scheint der Medizinverkäufer Shino und ihr Kind gerettet zu haben, da sie mit dickem Bauch gezeigt wird, wie sie bewusstlos am Boden liegt. Jedoch gibt es Spekulationen, dass die letzte Szene nach dem
Abspann andeutet, dass das Kind, das sie gebären wird tatsächlich die Mononoke sind, die den Platz ihres eigenen
Kind angenommen haben.

### Umibōzu
- Folgen: 3–5

Der Medizinverkäufer und weitere Passagiere eines luxuriösen Handelsschiffs driften in das Drachen-Dreieck, ein mysteriöses
Seegebiet voller Ayakashi. Unter den Passagieren befindet sich auch Kayo, das Dienstmädchen aus dem Haus Sakai, (Bakeneko-Geschichte) und Genyōsai, ein Mönch. Durch das Auftauchen von Umizatō, ein Ayakashi, der von den Passagieren fordert ihre größten Ängste preis zugeben, entdeckt die Gruppe, dass es Genkei war, der das Schiff vom Kurs abbrachte.
Genkei erklärt, dass die Ayakashi durch den Hass seiner verstorbenen Schwester Oyō angezogen wurden und so das
Drachen-Dreieck entstand. Oyō hatte an Genkei's Stelle den Platz in einem Utsuro-bune eingenommen, einem Schiff
aus einem hohlen Stamm, das als Opfer an die Ayakashi dem Meer übergeben wurde. Doch der Medizinverkäufer erkennt, dass
vielmehr Genkei als Anziehungspunkt für die Ayakashi verantwortlich ist.
Durch seine Unfähigkeit zu akzeptieren, dass er eher erfreut darüber war denn schuldbewusst, als seine Schwester seinen Platz einnahm, hatte Genkei seinen dunklen Gefühlen erlaubt, sich von ihm zu trennen und einen Mononoke zu formen. Der
Medizinverkäufer vernichtet auf Genkei's Bitte den Mononoke und stellt wieder Ruhe im Drachen-Dreieck her.

### Noppera-bō
- Folgen: 6–7

Eine verzweifelte Frau namens Ochō, die sich nach Freiheit sehnt, sich aber nicht aus ihrer Unterdrückung befreien kann, gesteht den
Mord an der gesamten Familie ihres Mannes. Der Medizinverkäufer zweifelt an ihrer Geschichte und besucht Ochō in ihrer
Gefängniszelle um sie nach der Wahrheit zu fragen. Er trifft jedoch auf einen Mononoke in Nō-Maske, der ihn angreift und Ochō
zur Flucht verhilft. Der Mann in der Nō-Maske überzeugt Ochō, dass er ihr zur Freiheit verholfen hat, indem er ihre Familie umgebracht hat. Aber der Medizinverkäufer verfolgt die beiden und erklärt Ochō, dass sie nicht die Familie ihres Mannes, sondern sich selbst umgebracht hat.
Ochō heiratete auf den Wunsch ihrer Mutter in eine wohlhabende Familie ein. Um ihrer Mutter zu gefallen, ertrug sie jedoch
die Misshandlung ihrer neuen Familie bis zu dem Punkt, an dem sie ihrem Leben keinerlei Freude mehr abgewinnen konnte. Als Ochō das erkennt, verschwindet der Mann in der Nō-Maske und sie findet sich in ihrer Küche wieder. Es wird
angedeutet, dass der Mann in der Nō-Maske eine Illusion war, die vom Medizinverkäufer erzeugt wurde, um Ochō zu befreien.
Am Ende der Folge ignoriert Ochō die Befehle ihres Mannes, verlässt die Familie, und erhält damit die Freiheit, die sie sich lange
ersehnt hat.

### Nue
- Folgen: 8–9

Drei Männer wollen um die Hand von Ruri Hime, der einzigen Erbin der Kōdō-Schule, in der Räucherwerk-Zeremonie erlernt
wird, anhalten. Sie versammeln sich im Anwesen von Ruri Hime zu einem Wettkampf, müssen jedoch feststellen, dass ein
vierter angekündigter Verehrer fehlt. Dieser wird durch den Medizinverkäufer ersetzt. Während des Wettbewerbs wird
Ruri Hime umgebracht. Der Medizinverkäufer stellt Nachforschungen an, weshalb die drei Männer sogar nach Ruri Hime's Tod so verzweifelt versuchen die Schule zu erben. Sie erklären, dass es beim Wettkampf eigentlich nicht um die Kōdō-Schule
geht, sondern um das Tōdaiji, ein Stück Holz das seinem Besitzer große Macht verleihen soll.
Obwohl der Medizinverkäufer den Wettbewerb an Ruri Hime's Stelle weiter führt, gewinnt keiner der Verehrer das Tōdaiji, denn sie werden alle umgebracht. Der Medizinverkäufer fordert dann das Tōdaiji, ein Mononoke, auf, sich zu zeigen. Das Tōdaiji
hat ein starkes Selbstbewusstsein entwickelt, da es von vielen verehrt wird, ist jedoch tatsächlich nichts anderes als ein
vermoderndes Stück Holz. Es tötet die, die es in ihren Besitz bringen wollen, darunter auch die Verehrer von Ruri Hime. Der Medizinverkäufer vernichtet das Tōdaiji, und besänftigt dadurch die Seelen seiner Opfer.

### Bakeneko
- Folgen: 10–12

In einer Zeit entschieden später als die vorhergehenden Geschichten – es wird angedeutet, dass es die 1920er Jahre sind – besteigt der Medizinverkäufer zusammen mit weiteren Passagieren einen Zug. Unglücklicherweise erfasst der Zug ein Geistermädchen auf den Schienen, woraufhin sechs Passagiere und der Medizinverkäufer in den ersten Wagon eingeschlossen werden. Der Medizinverkäufer deckt durch Fragen an die Passagiere die dunkle Verbindung auf, die zwischen ihnen besteht und wirft Licht auf den Mord an einer jungen Reporterin.

## Produktion und Veröffentlichung
Mononoke umfasst 12 Episoden und wurde vom 12. Juli 2007 bis zum 27. September 2007 auf dem japanischen Fernsehsender Fuji TV im Programmblock noitaminA ausgestrahlt.
Der Anime wurde von Toei Animation produziert. Regie führte Kenji Nakamura, der bereits in Ayakashi: Samurai Horror Tales für die Regie der Bakeneko Geschichte verantwortlich war, in der der Medizinverkäufer erstmals erscheint. Das Charakterdesign für Mononoke entwarf Takashi Hashimoto, die künstlerische Leitung hatten Takashi Kurahashi und Yumi Hosaka.

### Synchronisation
| Rolle               | Kapitel         | japanischer Sprecher (Seiyū) |
| ------------------- | --------------- | ---------------------------- |
| Medizinverkäufer    |                 | Takahiro Sakurai             |
| Shino               | Zashiki-warashi | Rie Tanaka                   |
| Kayo                | Umibōzu         | Yukana                       |
| Genkei              | Umibōzu         | Ryūsei Nakao                 |
| Genyōsai Yanagi     | Umibōzu         | Tomokazu Seki                |
| Sōgen               | Umibōzu         | Daisuke Namikawa             |
| Hyōe Sasaki         | Umibōzu         | Daisuke Sakaguchi            |
| Umizatō             | Umibōzu         | Norio Wakamoto               |
| Ochō                | Noppera-bō      | Hōko Kuwashima               |
| Mann in Nō-Maske    | Noppera-bō      | Hikaru Midorikawa            |
| Tomoyoshi Muromachi | Nue             | Eiji Takemoto                |
| Kiyoshi Moriya      | Bakeneko        | Eiji Takemoto                |
| Chiyo Nomoto        | Bakeneko        | Yukana                       |
| Setsuko Ichikawa    | Bakeneko        | Fumiko Orikasa               |

### Musik
Die Musik der Serie wurde komponiert von Yasuharu Takanashi. Der Vorspanntitel ist Kagen no Tsuki von Ryōta Komatsu und Charlie Kosei, das Abspannlied Natsu no Hana wird von JUJU gesungen.